# Max Vasmer
Max Julius Friedrich Vasmer (ryska: Макс Юлиус Фридрих Фасмер, Maks Julius Fridrich Fasmer´´), född 28 februari 1886 i Sankt Petersburg, död 30 november 1962 i Västberlin, var en tysk slavist och professor i slaviska språk.

## Biografi
Född av tyska föräldrar i Sankt Petersburg, tog Vasmer examen vid universitetet i Sankt Petersburg 1907. Han var äldre bror till orientalisten och numismatikern Richard Wilhelm Georg Vasmer (1888-1938). Från 1910 höll han föreläsningar som professor. Under ryska inbördeskriget 1917–1922 arbetade han vid universiteten i Saratov och Jurjev (Tartu). År 1921 bosatte han sig i Leipzig, men flyttade 1925 till Berlin. Åren 1938–1939 var han gästföreläsare vid Columbia University i New York. Det var där han började arbeta på sitt magnum opus, den etymologisk ordboken för det ryska språket. Han höll tacktal till professor Aleksander Brückner i Berlin Wilmersdorf 1939 och tog över professuren för slaviska studier vid universitetet i Berlin.
År 1944 förstörde de allierade bombningarna i Berlin Vasmers hus och det mesta av hans material. Han framhärdade ändå i sitt arbete, som slutligen publicerades i tre volymer av Heidelbergs universitet i 1950–1958 som Russisches Etymologisches Wörterbuch. Han var även verksam i Stockholm 1948–1949.
Den ryska översättningen av Vasmers ordbok - med omfattande kommentarer av Oleg Trubatjov - trycktes 1964–1973. År 2015 är det fortfarande den mest auktoritativa källan för slavisk etymologi. Den ryska versionen finns tillgänglig på Sergej Starostins webbplats Babels torn.
Ett annat monumentalt arbete som leddes av Vasmer omfattar sammanställningen av en multi-volymordbok över de ryska namnen på floder och andra vattendrag. Han inledde också ett ännu större projekt, färdigställt av ett team av hans medarbetare efter hans död: publiceringen av en monumental (11 volymer) geografisk ordbok med kartor som omfattar i stort sett alla namnen på befolkade platser i Ryssland funna i både förrevolutionära och i sovjetiska källor.